# 石田音三郎

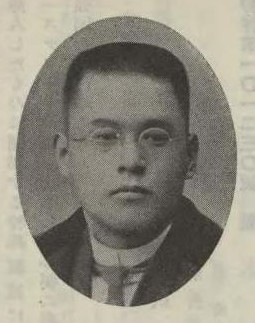
石田音三郎

石田 音三郎（1880年11月 - 1927年5月）は、日本の発明家。
東京市出身。甲種工業学校卒業。1907年に伊藤喜商店に入社した。イギリス製の金銭登録機からヒントを得て、金銭記録出納器を発明した。

## 特許
- 特許第26567号 金銭記録出納器